# Le Ville (Monterchi)
Le Ville di Monterchi (310 m s.l. m.) è una frazione del comune di Monterchi, in provincia di Arezzo.
La frazione conta circa 400 abitanti ed è situata lungo la via provinciale che da Arezzo porta a Monterchi e Città di Castello.
A partire dal 2005 in questa frazione viene allestito ogni anno un presepe vivente in occasione delle celebrazioni natalizie.